# いちご (本)
いちごは青い鳥文庫から発売されている作・倉橋燿子、絵・さべあのまの児童文学。山に引越しした女の子・いちごの物語で、全5巻。

## あらすじ

### 第一巻
小学生のいちごこと水木一子は家族で都会から山に引っ越してきた。そこで父親主導でキャンプ場を開いた。最初はいちごも山の不便な生活が嫌だったが、キャンプ場近くで父親と暮らす少年・光と出会い、植物や動物の声を聞いているうちに山の生活が好きになった。

### 第二巻
いちごの住むキャンプ場に、以前喧嘩したままになっていたみどりちゃんがやってきた。最初は仲直りが上手くいかなかったが、工夫して仲直りをした。

### 第三巻
いちごの学校で劇をやることになった。いちごは主役をやろうとするが、みんなは美帆ちゃんを主役にしたがる。女子がいちごの味方をしたが、それではいちごも納得しなかった。いちごは親友の百合ちゃんを主役に推薦し、結局主役は美帆ちゃんといちごの二人でやることになった。

### 第四巻
学芸会の件も一段落したところだったが、3巻での母親の入院中に出会った、腎臓が悪い病気の優子が光のことを好きになってしまう。そのことでいちごは、わずかながらやきもちをやいてしまった。
一方でいちごの学校にはマリオという東京からの転校生が現れ、いちごとマリオは親しくなる。マリオと親しくなったことを光に手紙で伝えるいちごだったが、光もいちごにやきもちをやく。光といちごは次第に距離を置くようになる。
そんな中、山に工場を建設するという計画が始まり、いちごたちの学校は大騒ぎ。マリオの父は工場建設の責任者であり、いちごの父は反対していた。
そして、何者かによって山が火事になってしまう。

### 第五巻
お母さんが亡くなってしまい、悲しみにひたるいちご。悲しみに暮れるいちごは、心配したジュニアや仲間たちの支えを受けて笑顔を取り戻す。大好きな光が受け止めてくれるお話。

## 登場人物
いちご（水木一子）
主人公。アトピー性皮膚炎を患っており、顔につぶつぶした痕があるためあだ名が「いちご」。自然の多い環境での生活でアトピーが改善することを願った父親が脱サラし、友人と協力してキャンプ場を開くのに合わせて都会から転校した。
光
いちごより年長の少年。草木や動物の声が聞こえる、という不思議な能力を持つ。後に同じ脳力に目覚めたいちごと惹かれ合うが、都会の学校に進学したことで中盤は疎遠となり、手紙のやり取りが多くなる。　